# Oliver Onions
Oliver Onions é uma dupla de cantores e compositores italianos, formada pelos irmãos Guido de Angelis e Maurizio de Angelis. Tornaram-se famosos por compor trilhas sonoras para vários filmes italianos das décadas de 70 e 80.

## Membros
- Guido de Angelis — (Rocca di Papa, 22 de dezembro de 1944)
- Maurizio de Angelis — (Rocca di Papa, 22 de fevereiro de 1947)

## Prêmios
- Nastro d'Argento: melhor trilha sonora: 1973